# Serbische Basketballnationalmannschaft der Damen
Die serbische Basketballnationalmannschaft der Damen vertritt Serbien bei internationalen Spielen. Sie wurde 2006 nach der Trennung von Serbien und Montenegro gebildet und ist damit einer der Nachfolger der serbisch-montenegrinischen Damenauswahl und steht damit auch indirekt in der Nachfolge der jugoslawischen Auswahl. Die serbische Auswahl agierte zunächst wenig erfolgreich und verpasste nach zwei Vorrundenteilnahmen die Qualifikation zur EM-Endrunde 2011. Anschließend übernahm Marina Maljković, Tochter des bekannten Trainers Božidar Maljković, als verantwortliche Trainerin die Auswahl und konnte diese zwei Jahre später ins Halbfinale der EM-Endrunde 2013 führen, bei der man eine Medaille nur knapp verpasste. Bei der erstmaligen Teilnahme an einer Basketball-Weltmeisterschaft belegte man 2014 den achten Rang.
2015 gelang dem Team der größte Erfolg der bisherigen Geschichte, als man bei der Europameisterschaft den Titel gewann.
2016 gelang dem Team ein weiterer großer Erfolg, als man bei den Olympischen Sommerspielen die Bronzemedaille gewonnen hat.
2021 wiederholte das Team den bisher größten Erfolg, mit einer Goldmedaille bei der Europameisterschaft.

## Abschneiden bei internationalen Wettbewerben
Olympische Spiele
- 2016 – . Platz
- 2020 – 4. Platz
- 2024 – 6. Platz

Weltmeisterschaften
- 2014 – 8. Platz
- 2022 – 6. Platz

Europameisterschaften
- 2007 – 11. Platz
- 2009 – 13. Platz
- 2013 – 4. Platz
- 2015 – Europameister
- 2017 – 11. Platz
- 2019 – . Platz
- 2021 – Europameister
- 2023 – 5. Platz
- 2025 – 13. Platz

## Kader
Eine Übersicht des aktuellen Kaders – der Basketball-Europameisterschaft der Damen 2025 – findet sich beispielsweise auf der englischsprachigen Fassung dieses Artikels.

### Europameisterschaft 2023
| Spieler | Spieler               | Spieler           | Spieler | Spieler | Spieler  | Spieler                       |
| Nr.     | Name                  | Geburt            | Größe   | Info    | Einsätze | Verein                        |
| ------- | --------------------- | ----------------- | ------- | ------- | -------- | ----------------------------- |
|         |                       | Guards (PG, SG)   |         |         |          |                               |
| 6       | Saša Čađo             | 13.07.1989        | 178     |         |          | BC Polkowice                  |
| 8       | Nevena Jovanović      | 30.06.1990        | 179     |         |          | Nika Syktyvkar                |
| 12      | Yvonne Anderson       | 08.03.1990        | 175     |         |          | Tango Bourges Basket          |
| 40      | Ivana Katanić         | 16.04.1999        | 174     |         |          | NKA Universitas PEAC          |
|         |                       | Forwards (SF, PF) |         |         |          |                               |
| 1       | Ivana Rača            | 10.09.1999        | 188     |         |          | Fenerbahçe Alagöz Holding     |
| 11      | Aleksandra Crvendakić | 17.03.1996        | 187     |         |          | Çukurova Basketbol Mersin     |
| 17      | Jovana Nogić          | 17.12.1997        | 181     |         |          | Perfumerías Avenida Salamanca |
| 20      | Kristina Topuzović    | 23.08.1994        | 183     |         |          | Herner TC                     |
| 25      | Maša Janković         | 01.02.2000        | 187     |         |          | Innova-TSN Leganés            |
| 51      | Mina Đorđević         | 23.02.1999        | 186     |         |          | Fenerbahçe Alagöz Holding     |
|         |                       | Center (C)        |         |         |          |                               |
| 14      | Dragana Stanković     | 18.01.1995        | 195     |         |          | Sopron Basket                 |
| 33      | Tina Krajišnik        | 12.01.1991        | 190     | (C)     |          | UGMK Jekaterinburg            |

| Trainer | Trainer          | Trainer          |
| Nat.    | Name             | Position         |
| ------- | ---------------- | ---------------- |
| Serbien | Marina Maljković | Cheftrainer      |
| Serbien | Filip Benčić     | Trainerassistent |
| Serbien | Ljubica Drljača  | Trainerassistent |
| Serbien | Dajana Butulija  | Trainerassistent |

| Legende                  | Legende            |
| Abk.                     | Bedeutung          |
| ------------------------ | ------------------ |
| (C)                      | Mannschaftskapitän |
| Quellen                  |                    |
| Teamhomepage             |                    |
| Ligahomepage             |                    |
| Stand: 8. September 2023 |                    |

| Legende                  | Legende            |
| Abk.                     | Bedeutung          |
| ------------------------ | ------------------ |
| (C)                      | Mannschaftskapitän |
| Quellen                  |                    |
| Teamhomepage             |                    |
| Ligahomepage             |                    |
| Stand: 8. September 2023 |                    |